# Sankt Andreas kyrka, Malmö
Sankt Andreas kyrka är en kyrkobyggnad i Malmö. Den är sedan 2014 församlingskyrka i Malmö S:t Petri församling i Lunds stift. Kyrkans administrativa lokaler och församlingshem ligger i en lägre del som omsluter ett klostergårdsliknande uterum väster om själva kyrkan.
I anslutning till kyrkan byggdes Fridhemsskolan efter ritningar av Bror Thornberg.

## Kyrkobyggnaden
Slottsstadens församling saknade församlingskyrka fram till Sankt Andreas togs i bruk i november 1959. Den fick 500 sittplatser och var då den första nya kyrka som invigts i Malmö sedan 1907. Församlingen hade knoppats av 1949 från Sankt Petri och kyrkan fick därför namn efter Jesu lärjunge Andreas, eftersom han var Petri broder.
Uppdraget att rita kyrkan gick 1954 till Thorsten Roos och Bror Thornberg. Till skillnad från de många svenska kyrkor från årtiondena efter andra världskriget, som byggdes i en stram, allvarlig och ofta mörk tegelarkitektur, fick Sankt Andreas en ljus och lätt karaktär.
Kyrkan har en form som mer för tanken till modernt syd- och mellaneuropeiskt kyrkobyggande än nordiskt. Den har ett för 1950-talet typiskt modernt formspråk som dock samtidigt anspelar på traditionellt kyrkobyggande: det är en basilika med rektangulär grundplan, fasta bänkar och tydlig axialitet. Basilikaformen är emellertid inte så tydlig i interiören som den antyds i fasaden. Även kyrkans placering med den symmetriska fasaden mot Fridhemstorget och den 41 meter höga kampanilen ger associationer till Sydeuropa. Fasaden kläddes med tvärsågad kalksten från Borghamn. Tornet har åtta klockor.

## Inventarier

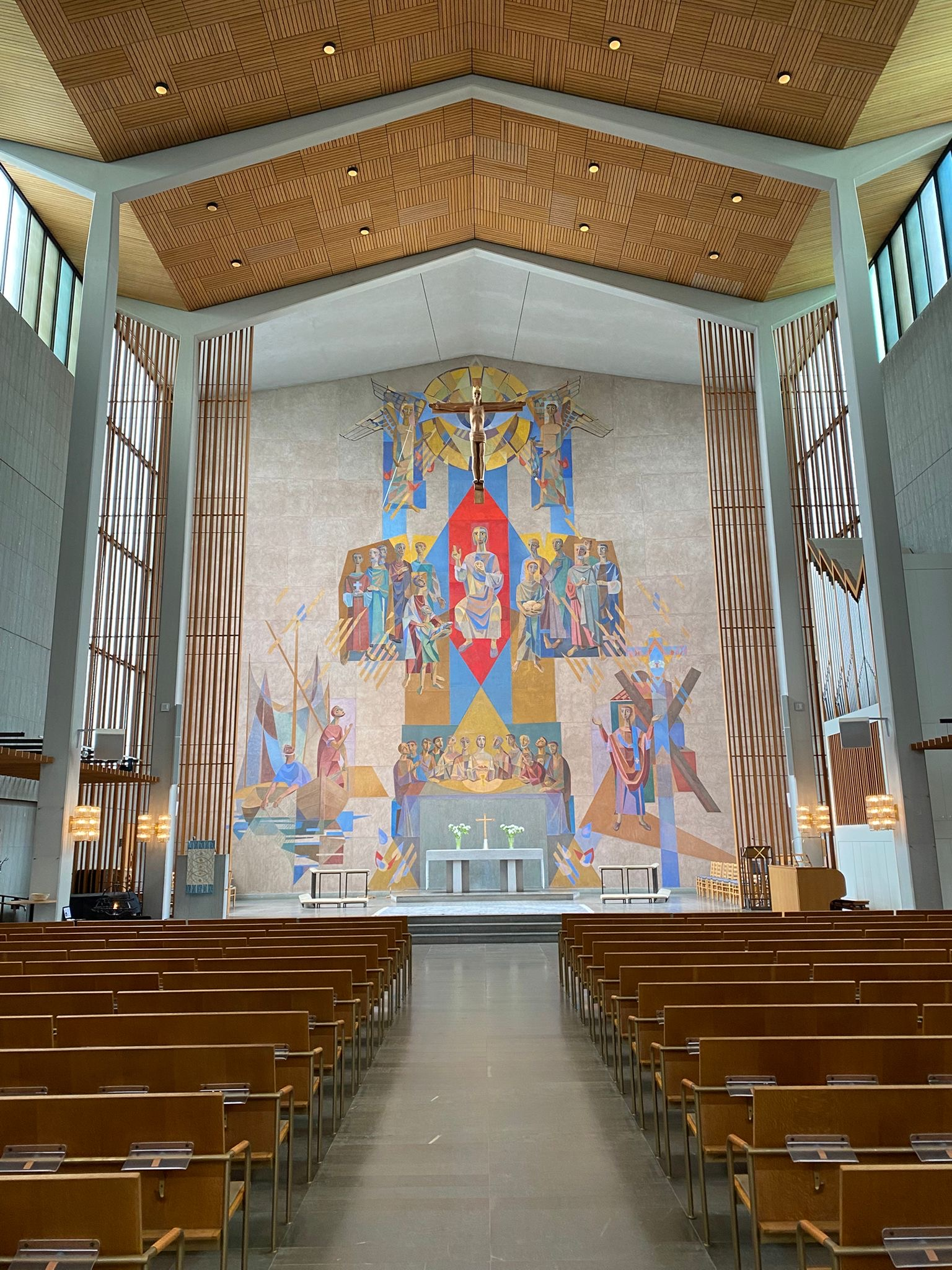
Freskmålning på fondväggen

Fondväggens konstverk (freskmålning) utfördes av Nils Aron Berge och Yngve Sebastian. Centralmotivet framställer bespisningsundret. På såväl högra som vänstra sidobilden avbildas aposteln Andreas, som givit kyrkan dess namn. Krucifixet har skurits av Thure Thörn.

## Klockorna
Kyrkklockorna är fyra till antalet; stor-, mellan- och lillklockan i kampanilen, och en primklocka som hänger i en metallställning på orgelläktarens räcke. Alla klockorna är gjutna 1959, frånsett primklockan som är från 1984, av M& E Ohlssons Klockgjuteri i Ystad.På klockmantlarna finns bibelord och texter om klockornas tillkomst. I tornet hänger dessutom ett klockspel med fem små klockor, också gjutna 1959 av M& E Ohlsson.

## Orglar

### Läktarorgel
Läktarorgeln byggdes 1961 av den holländska orgelfirman D. A. Flentrop Orgelbouw, Zaandam, Nederländerna. Den är helmekanisk förutom pedalens registratur som är elektrisk. Orgeln har 41 stämmor på tre manualer och pedal. Skalmeja 4' och Cornett 2' i pedalen sitter vågrätt i fasaden (på spanskt vis). 
Disposition:
| Huvudverk II      | Ryggpositiv I                    | Bröstverk III     | Pedalverk           | Koppel                |  |
| Kvintadena 16'    | Rörflöjt 8'                      | Trägedackt 8'     | Principal 16'       | Ryggpositiv/pedal     |  |
| Principal 8'      | Kvintadena 8'                    | Spetsgamba 8'     | Subbas 16'          | Huvudverk/pedal       |  |
| Spetsflöjt 8'     | Principal 4'                     | Prestant 4'       | Oktava 8'           | Bröstverk/pedal       |  |
| Oktava 4'         | Gedacktflöjt 4'                  | Blockflöjt 4'     | Gedackt 8'          | Ryggpositiv/huvudverk |  |
| Rörflöjt 4'       | Gemshorn 2'                      | Principal 2'      | Oktava 4'           | Bröstverk/huvudverk   |  |
| Spetskvint 2 2/3' | Kvinta 1 1/3'                    | Gedacktflöjt 2'   | Nachthorn 2'        |                       |  |
| Oktava 2'         | Sesquialtera II, 2 2/3' + 1 3/5' | Waldflöjt 1'      | Mixtur VI           |                       |  |
| Cornett IV        | Scharff IV                       | Cymbel II         | Basun 16'           |                       |  |
| Mixtur IV-V       | Dulcian 16'                      | Vox humana 8'     | Trumpet 8'          |                       |  |
| Trumpet 8'        | Krumhorn 8'                      | Regal 4'          | Skalmeja 4' (fasad) |                       |  |
|                   | Tremulant                        | Tremulant         | Cornett 2' (fasad)  |                       |  |
|                   |                                  | Crescendosvällare |                     |                       |  |

### Kororgel
- 1965: A. Mårtenssons Orgelfabrik AB, Lund byggde en mekanisk kororgel.

| Manual        |
| Gedackt 8'    |
| Rörpommer 4'  |
| Principal 2'  |
| Kvinta 1 1/3' |

- 2006: A. Mårtenssons orgelfabrik AB, Lund, sätter i koret upp den av firma E A Setterquist & Son, Örebro, 1926 byggda rörpneumatiska piporgeln i Österåkers kyrka, Uppland. På pneumatiska tilläggslådor har verket utökats med stämmor från Arboga, Björklinge och Urshults kyrkor. Rooseveltlådorna från Österåker och Arboga har återanvänts men försetts med elektrisk traktur och registratur. Orgelhuset är nytillverkat, fasaden med blindpipor är ritad av arkitekt SAR Ulf Oldæus, Stockholm. Orgeln har försetts med Setzerkombinationer och transponeringsmöjlighet. Invigning med festhögmässa och konsert på Jungfru Marie bebådelsedag 2006. 2019–2020 byggdes orgeln ut med ett tiotal amerikanska stämmor av Skinner samt av Haskell. I samband med detta fick den också ett nytt tremanualigt spelbord vilket ursprungligen byggdes för Limhamns kyrka av Mårtenssons orgelbyggeri 1956. Orgelns nuvarande disposition inkluderar även ett stort antal transmissioner.

Disposition:
| Huvudverk II    | Positiv I     | Svällverk III      | Pedalverk        | Koppel     |  |
| Principal 16'   | Flagflöjt 8'  | Violinprincipal 8' | Akustisk bas 32' | P-I        |  |
| Borduna 16'     | Gedackt 8'    | Rörflöjt 8'        | Violon 16'       | P-II       |  |
| Principal I 8'  | Unda Maris 8' | Flagflöjt 8'       | Subbas 16'       | P-III      |  |
| Principal II 8' | Dulciana 8'   | Violin 8'          | Octavbas 8'      | I-II       |  |
| Gamba 8'        | Salicette 4'  | Salicional 8'      | Dulciana 8'      | I-III      |  |
| Dulciana 8'     | Ekoflöjt 4'   | Voix Céleste 8'    | Gedackt 8'       | II-III     |  |
| Flûte Harm. 8'  | Spetsflöjt 4' | Salicette 4'       | Flöjt 4'         | III 4'     |  |
| Flagflöjt 8'    | Nasard 2 2/3' | Flûte Octav. 4'    | Basun 16'        | III 16'    |  |
| Gedackt 8'      | Waldflöjt 2'  | Ekoflöjt 4'        | Trumpet 8'       | I-III 4'   |  |
| Octava 4'       | Ters 1 3/5'   | Waldflöjt 2'       | Clairon 4'       | I-III 16'  |  |
| Prestant 4'     | Piccolo 1'    | Mixtur 4 ch        |                  | II 4'      |  |
| Spetsflöjt 4'   | Clarinett 8'  | Corno 8'           |                  | II-III 4'  |  |
| Ekoflöjt 4'     | Corno 8'      | Oboe 8'            |                  | II-III 4'  |  |
| Nasard 2 2/3'   | Clairon 4'    | Vox Humana 8'      |                  | II-III 16' |  |
| Octava 2'       |               | Clairon 4'         |                  |            |  |
| Mixtur 4 ch     |               |                    |                  |            |  |
| Trumpet 8'      |               |                    |                  |            |  |
| Clarinett 8'    |               |                    |                  |            |  |
| Corno 8'        |               |                    |                  |            |  |
| Clairon 4'      |               |                    |                  |            |  |